# Miguel Rebosio
César Miguel Rebosio Compans, surnommé Conejo (« le lapin »), est un footballeur péruvien né le 20 octobre 1976 à Lima. Il jouait au poste de défenseur central.

## Biographie

### Carrière en club
Miguel Rebosio remporte deux championnats consécutifs de 2e division du Pérou avec l'Unión Huaral en 1994, puis avec le Guardia Republicana en 1995. Il recale au Sporting Cristal et est sacré champion du Pérou en 1996 avant d'atteindre avec le club Celeste la finale de la Copa Libertadores 1997.
En 2000, il rejoint le Real Saragosse en Espagne et y joue durant quatre saisons. Il remporte notamment deux Coupes du Roi en 2001 et 2004. Il rejoint l'UD Almería lors de la saison 2004-2005. Il ne reçoit aucun carton rouge en plus de 100 matchs joués en Espagne, malgré sa position de défenseur central. Pour l'anecdote, il est connu en Espagne pour avoir fait un "petit-pont" à Zinédine Zidane à l'occasion d'un match de championnat entre le Real Saragosse et le Real Madrid lors de la 9e journée du championnat 2003-2004.
Il rentre définitivement au Pérou en 2007, après un bref passage au PAOK Salonique en Grèce. Il termine sa carrière en jouant pour le Sport Boys en 2009 (champion de D2 en fin de saison).

### Carrière en sélection
Miguel Rebosio compte 60 sélections avec l'équipe du Pérou entre 1997 et 2005. Il participe notamment à trois Copa América en 1997, 1999 et 2004 ainsi qu'à une Gold Cup en 2000. Il atteint avec son pays les demi-finales lors des tournois de 1997 et 2000.

## Palmarès

### Au Pérou

#### En1redivision
Sporting Cristal
- Championnat du Pérou (1) :
  - Champion : 1996.
  - Vice-champion : 1997 et 1998.
- Copa Libertadores :
  - Finaliste : 1997.

#### En2edivision
| Unión Huaral - Championnat du Pérou de deuxième division (1) : - Champion : 1994. |  | Guardia Republicana - Championnat du Pérou de deuxième division (1) : - Champion : 1995. |  | Sport Boys - Championnat du Pérou de deuxième division (1) : - Champion : 2009. |

### En Espagne
Real Saragosse
- Coupe du Roi (2) :
  - Vainqueur : 2001 et 2004.
- Championnat d'Espagne de deuxième division :
  - Vice-champion : 2003.